# Obsjtina Borovan
Obsjtina Borovan (bulgariska: Община Борован) är en kommun i Bulgarien.   Den ligger i regionen Vratsa, i den nordvästra delen av landet, 90 km norr om huvudstaden Sofia.
Obsjtina Borovan delas in i:
- Dobrolevo
- Malorad
- Nivjanin
- Sirakovo

Följande samhällen finns i Obsjtina Borovan:
- Borovan

Trakten runt Obsjtina Borovan består till största delen av jordbruksmark. Runt Obsjtina Borovan är det ganska glesbefolkat, med 45 invånare per kvadratkilometer.